# Марсолёт
Марсолёт:
- в современной космонавтике — летательный аппарат, перемещающийся в атмосфере Марса за счёт подъёмной силы, создаваемой в соответствии с известными законами физики: Архимеда (воздушные шары и зонды), Бернулли (авиация) и так далее;
- в фантастике и публицистике докосмической эпохи — разновидность звездолёта или планетолёта, осуществляющего космические перелёты между Марсом и другими астрономическими телами, и как частный случай полёты в атмосфере самого Марса.

Первым в истории человечества марсолётом в строгом смысле слова стал американский беспилотный роботизированный вертолёт «Ingenuity», осуществивший 19 апреля 2021 года полёт на Марсе на собственном двигателе, предназначенном для многократных полётов в атмосфере другого небесного тела. На конец 2022 года он совершил 33 полёта общей протяжённостью 7,48 км и продолжительностью около часа.

## Терминологическая неоднозначность
Морфологически «марсолёт» — слитное сложное слово, образованное по такому же типу собственного или тематического словосложения, что и звездолёт и планетолёт, по отношению к которым этот термин является уточняющим в порядке углублённой классификации. Одинаковый для всех этих терминов второй корень «-лёт» указывает на общность по признаку полёта как формы физического перемещения. Однако в своём истолковании новый термин «марсолёт» не получился однозначным.
В варианте «звездолёт → планетолёт → марсолёт» последовательность «звезда → планета → Марс» варьируемый первый корень играет роль указателя направления движения: «к, на, в сторону». Примеры словоупотребления с такой семантикой отмечаются даже в 2010 годы; так в журнале «Наука и техника» № 5 за 2011 год марсолётом именуется тренажёр полётов на Марс, использованный в эксперименте «Марс-500».
Однако в случае с аппаратами, действительно работавшими в экспедиции Марс-2020, Perseverance и Ingenuity, в паре названий «марсоход → марсолёт» первый корень закрепился в роли константы места действия, а вариации второго корня стали отражать способ перемещения («ходить — летать»). Таким образом, сложились два равноправных варианта трактовки объекта «марсолёт», различаемых только по контексту словоупотребления.

## Предыстория
Внеземное воздухоплавание — составная часть космонавтики, в которую этот предмет входит, как совокупность знаний об управляемом и неуправляемом перемещении в атмосфере небесных тел. На донаучной стадии, представленной в религиях и мифах древнейших народов, а также в фольклоре и позднейших утопических произведениях устройство внеземных миров полагается тождественным земному. Сюжеты перемещения в их пределах, если и встречаются, то способы такого движения столь же мифологичны, как и описываемые применительно к земной ойкумене. Несмотря на отсутствие в этих материалах прямой связи с современной наукой, обзор этих источников приводится в фундаментальных научных трудах многих теоретиков космонавтики, в частности у А. А. Штернфельда и Я. И. Перельмана.
Рубежными событиями и датами в этой предыстории стали: полёт братьев Монгольфье на воздушном шаре 21 ноября 1783 года; век спустя — воздухоплавательный снаряд с паровым двигателем Н. Е. Жуковского (1881—1885), более 2 тысяч полётов управляемых планеров Отто Лилиенталя (1891—1896) и, наконец, 17 декабря 1903 года, когда братья Райт подняли в воздух первый самолёт с двигателем, работавшим на керосине.
Каждый новый шаг в развитии земного воздухоплавания находил отражение и в художественной литературе. Подведение научных основ под художественный вымысел трансформировало весь жанр: на место умозрительных утопий приходил жанр научной фантастики.
Еще в начале XX века темпы прогресса астрономии и геофизики сдерживали развитие астрофизики и планетологии, как одного из её разделов. Это наглядно проявилось на примере ареологии, как общего комплекса дисциплин о Марсе. Опираясь на Ньютоновы законы, учёные к XIX веку располагали достаточно точными данными о размере Марса и местоположении его орбиты в Солнечной системе; была давно вычислена продолжительность марсианских суток и времён года на Красной планете. Вместе с тем, в последнюю четверть XIX века возник парадокс, когда новое астрономическое знание (наблюдения Дж. Скиапарелли 1877 года) повлекло за собой заблуждение относительно так называемых «марсианских каналов», утверждению которого ошибочные «обоснования» гипотезы П. Лоуэлла о населённости Марса. В частности, Лоуэлл сильно завысил предполагаемую плотность атмосферы Марса, а значит и предпосылки возможного воздухоплавания.
Написанный в 1949—1950 и вышедший в 1952 году «Марсианский проект» (нем. Das Marsprojekt) Вернера фон Брауна с одной стороны, встаёт в ряд трудов популяризаторов космонавтики, а с другой служит сборником научных аргументов для тех, кто, как и автор, считает полёты на Марс реально осуществимыми. Присутствующие в этой книге элементы фантастики — дань традиции жанра, не обременяющая серьёзного читателя. Критики считают, что эта книга, написанная одним из пионеров ракетно-космической техники, оказала наибольшее влияние на планирование космических экспедиций на Марс. Часть цифр и сведений из этой книги ареология уточнила ещё до написания книги. Немало было получено и в последующие четверть века, из американских марсианских экспедиций, к которым фон Браун имел в NASA непосредственное отношение.
Вместе с тем, в книге фон Брауна нашли место и некорректные оценки, прежде всего — унаследованное ещё от Ловелла значительное завышение оценки атмосферного давления Марса. Конструктор предполагал его равным 84 миллибара (64 мм рт. ст.), то есть на порядок больше фактического, которое стало известно только в 1965 году.

## Первые практические проекты
Научные приложения к «Марсианскому проекту» фон Брауна выходят далеко за рамки обычных справочных таблиц, которые прилагали к своим трудам энтузиасты космонавтики. По глубине научной проработки это законченное инженерное исследование (англ. engineering study), развёртывающее оригинальную концепцию марсианской экспедиции в составе нескольких аппаратов, для каждого из которых сделаны необходимые расчёты. В этой части «Марсианский проект» выступает как коллективный труд, в котором фон Брауну помогали шесть человек (Крафт Эрике, Ганс Фридрих, Йозеф Йениссен, Иоахим Мюльнер, Адольф Тиль, Карл Вагнер), их имена фон Браун перечисляет в книге. Составитель электронной «Encyclopedia Astronautica» (1997—2019) Марк Уэйд представляет эту разработку фон Брауна под рабочим названием «Mars 1952».
В концепции «Mars 1952» Вернера фон Брауна «десантная шлюпка» (англ. Landing Boat) представляет собой планёр с размахом крыльев 153 метров и массой при посадке 75 т, выполняющий роль посадочного модуля для доставки людей и грузов на поверхность Марса. Запуск планера (отделение от находящегося на околомарсианской орбите грузового корабля (англ. Cargo Ship)) осуществляется с помощью двигателя на жидком топливе с тягой 1960 кН. Место для горизонтальной посадки на шасси (варианты: лыжи, полозья, колёса) экипаж выбирает по ходу 86-минутного полёта. По современным оценкам 10-кратный просчёт в оценке плотности атмосферы Марса обрекает планер на гибель. К этому же привело бы и обилие камней и пересечённость рельефа, в чём конструктор мог убедиться за год до своей смерти, увидев фотографии поверхности Марса, сделанные 20 июля 1976 года аппаратом «Викинг-1».